# Huis ten Dijcken
Huis ten Dijcken of De Hegge is een versterkt zeventiende-eeuws herenhuis in het Geleenbeekdal in de buurtschap Hegge tussen Spaubeek en Schinnen. Het is een rijksmonument.

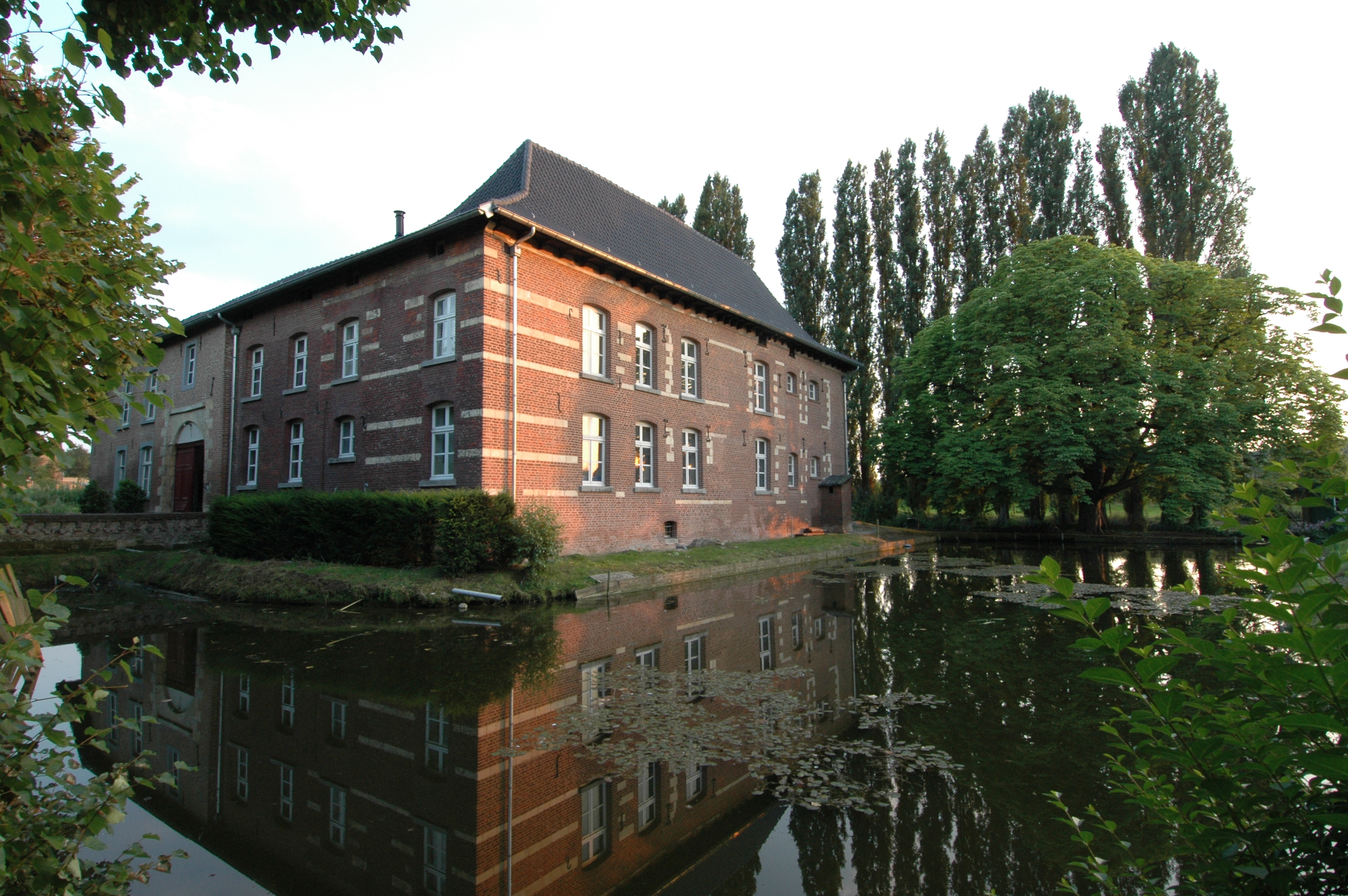
Huis ten Dijcken te Spaubeek vanaf de vijver

## Oorsprong
De oorsprong van het Huis ten Dijcken is te vinden in het ter plaatse gelegen leengoed van het leenhof van Sint-Jansgeleen met de benaming 'Die Hegghe'. Hiermee refereert men aan de betekenis 'Haag' of 'omheining met struikgewas'. Dit leengoed heeft later haar naam gegeven aan de buurtschap Hegge, dat van oudsher in Spaubeek ligt. Het Schinnense deel van Hegge noemde men oorspronkelijk Minnekom, naar het gelijknamige leengoed rond de splitsing Heggerstraat-Spaubeeker Kerkpad. Ook lag hier voorheen het omwaterde herenhuis Strijthagen, waarvan de fundamenten in 2000 werden opgegraven. De fundamenten liggen deels onder het later aangelegde mijnspoor.

## Stichter en bewoners

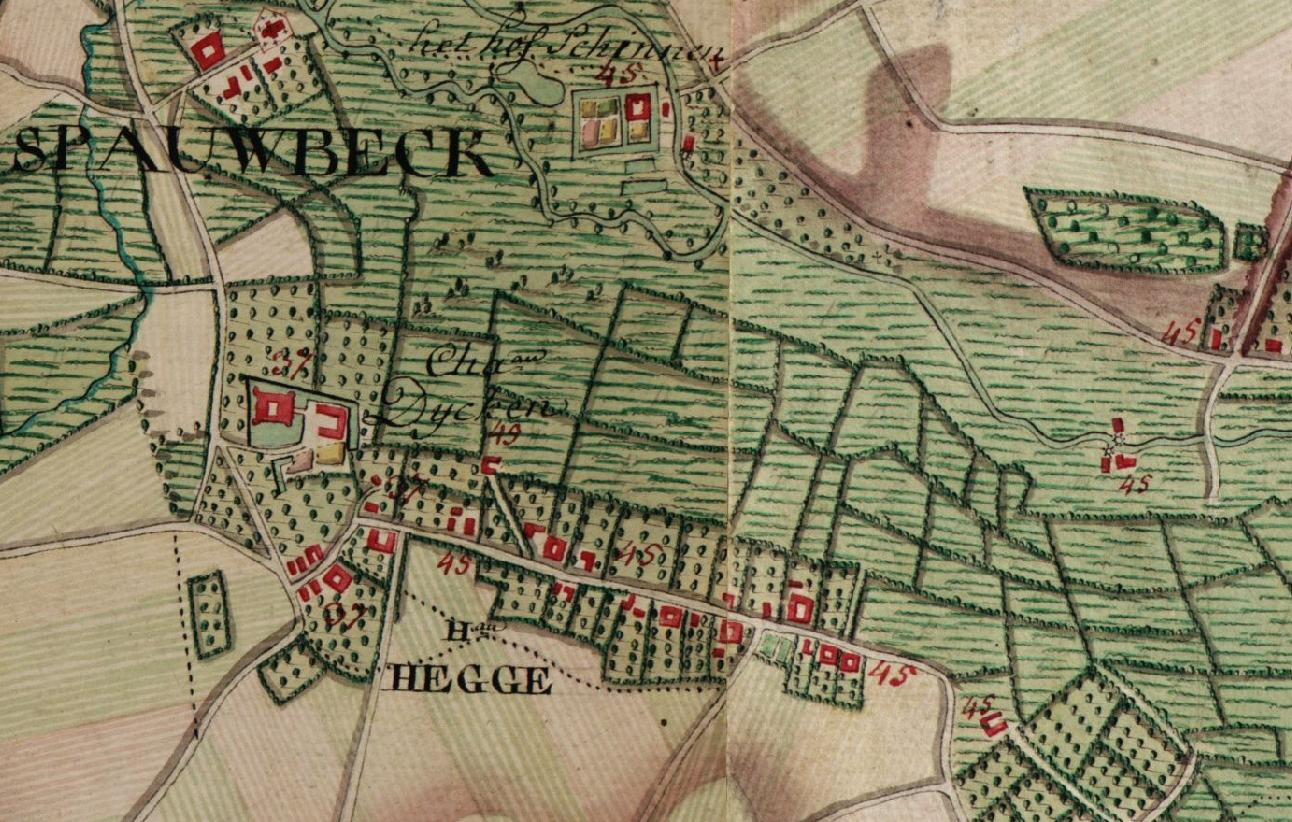
Huis ten Dijcken of De Hegge op de Ferrariskaart van 1771-1775

Rond 1525 behoort het goed aan jonker Zacharias Rode van Opsinnich. Na de dood van Zacharias Rode van Opsinnich komt het goed toe aan Jheremias in den Helgenborn, zoon van Nicolaas in den Helgenborn. In 1581 wordt Joannes Dieteren sr., zwager van Jheremias in den Helgenborn, leenman van De Hegge. Op dat moment schijnt er een woonhuis op het leengoed gestaan te hebben. Dat huis is de voorloper van het huidige Ten Dijcken en behoort dan aan Cornelis van Randenraedt, schout van Schinnen. Cornelis van Randenraedt kocht dit woonhuis van Joannes Limpens, zoon van Herman Limpens van Minnekom. Van Randenraedt woont zelf op het nabijgelegen herenhuis Te Broeck in Nagelbeek. Het is zijn zoon Adamus van Randenraedt, burgemeester in Maastricht, die rond 1600 het huidige herenhuis Ten Dijcken laat bouwen op het leengoed. In 1614 wordt De Hegge verheven door Fredericus van Randenraedt. Het Huis ten Dijcken is dan nog in bezit van Adamus van Randenraedt. In de 1674 komt het Huis ten Dijcken in navolging van de familie Van Randenraedt in bezit van de familie De Negri. Ook de invloedrijke adellijke familie Caselli heeft er gewoond. Sinds 1859 woont en werkt de familie Maase er.

## Het complex en landgoed
Het complex is gebouwd onder Adamus van Randenraedt. Sinds 2012 is Huis ten Dijcken gerangschikt als niet-opengesteld landgoed onder de Natuurschoonwet. Langeafstandswandelroute Pieterpad loopt over het landgoed. Het complex is gelegen in het Geleenbeekdal. De aanwezigheid van water maakt het mogelijk het huis en zijn bewoners te voorzien van voedsel en het te beschermen middels een dubbele gracht. De loop van deze grachten is duidelijk zichtbaar op de militaire netkaarten (1842). In de tweede helft van de 19e eeuw is een groot deel van de grachten gedempt. Voor het herenhuis betekent dit eveneens dat halverwege de 19e eeuw de ophaalbrug wordt gesloopt.

## Het Herenhuis
Het hoofdgebouw is een vroegzeventiende-eeuws haakvormig bakstenen gebouw en ligt op een (oorspronkelijk dubbel) omgracht terrein. Het gebouw bestaat uit twee verdiepingen. De entreepoort was oorspronkelijk een poorttoren met valbrug. De valbrugsponning rond de poort en de twee dichtgemetselde sleuven voor de brugbomen zijn nog duidelijk zichtbaar. Een oude privaattoren met spekbanden is in de twintigste eeuw verwijderd. Het poortfront kent een valbrugsponning met schietgaten. Het oudste nog aanwezige bouwdeel van het herenhuis stamt in oorsprong uit de 17e eeuw. De overige gebouwen stammen in hoofdzaak uit de 18e eeuw. Vanaf 1800 tot en met 1924 is het herenhuis meermaals grondig verbouwd. Hierbij zijn historische bouwsporen verdwenen (o.a. de modernisering van de kelders onder het herenhuis) of gewijzigd (voorbeeld: verlagen van het poortgebouw, indeling benedenverdieping van zaalindeling gewijzigd naar woonhuis met woonkamer, keuken etc., verwijderen van de privaattoren). Het Herenhuis is in 2007 gerestaureerd.

## De Pachthof

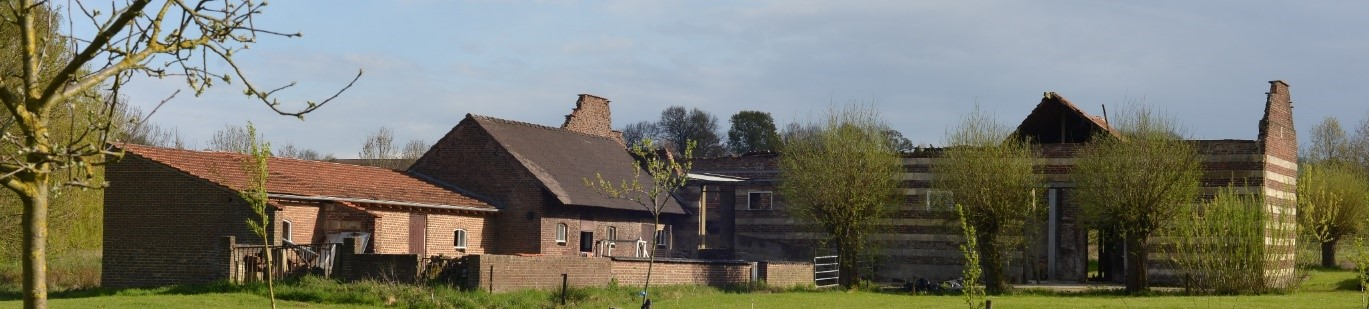
Aanzicht Pachthof Huis ten Dijcken (noord)

Ten oosten van het herenhuis bevindt zich de pachthof ten dienste van het herenhuis, het bestaat uit een bakstenen tiendschuur met speklagen in mergel. Op de kaart van Ferraris die hierboven getoond wordt is duidelijk de omvang van de oorspronkelijke pachthof met noordvleugel uit de 18e eeuw te zien. Het woongedeelte van de pachthof wordt in de eerste helft van de 19e eeuw gesloopt. Van de oorspronkelijke pachthof resteren nu nog de tiendschuur en een tweetal kopgevels zichtbaar in de stallen aan de noordzijde. De overige gebouwen (manege en stallen) stammen in hoofdzaak uit de 19e eeuw. In het midden van de 19e eeuw krijgt het herenhuis met zijn aangrenzende gebouwen meer en meer de functie van hoeve met woning voor de pachter en raken de nog aanwezige gebouwen van de oorspronkelijke pachthof steeds meer in onbruik en verval. Het woongedeelte van de pachthof wordt in de eerste helft van de 19e eeuw gesloopt. Het oude bakhuis is in de zeventiger jaren van de 20e eeuw gesloopt. In 2014 zijn de historische restanten van de tiendschuur – het monumentale deel van de voormalige pachthof – geconsolideerd.
Aerwinkel · Kasteel Afferden · Aldt Huys · Aldenborgh · Kasteel Aldenghoor · Aldenhoven · Alte Burg · Kasteel Amstenrade · Slot Annendael · Kasteel Arcen · Baersdonck · Bakvliet · Baronsberg · Baxhof · Beegden ·  Benzenrade · Kasteel De Berckt · Kasteel Bethlehem · Beusdaelshof · Binsfeld · Huis Blankenberg · Kasteel Bleijenbeek · Blitterswijck · Boerlo · Bolberg · Bollenberg · Kasteel De Bongard · Borggraaf · Kasteel d'Erp · Kasteel Borggraaf · Kasteel Borgharen · Kasteel Born · Huis Bree · Breust · Kasteel Broekhuizen · Broekhuizen · Gracht Burggraaf · Kasteel De Burght · Kasteel Cartils · Cloppenburg (Oost-Maarland) · Kasteel Cortenbach · Huis De Dael · Dammerscheid · Kasteel De Bockenhof · De Donck (Sevenum) · De Donck (Swolgen) · De Dorth ·  Huis ten Dijcken · Kasteel Doenrade · De Doom · Douve · Douvenrade · De Dries · Kasteel Erenstein · Kasteel Eijsden · Eijsden · Einrade · Kasteel Elsloo · Ensenbroek · Eperhuis · Etzenraderhuuske · Exaten · Kasteel Eijckholt · Kasteel Eyckholt · Eys · Gastendonck · Kasteel Genbroek · Gebroken Slot · Kasteel Geijsteren · Kasteel Op Genhoes · Kasteel Genhoes · Genneperhuis · Kasteel Het Geudje · Kasteel Geulle · Kasteel Geusselt · Geijsteren · Gen Heck · Ghoor · Kasteel Goedenraad · Kasteel Grasbroek · Kasteel Groenendaal · Groethof · Groot Paarlo · Kasteel van Gronsveld · De Gun ·Kasteel Haeren · Kasteel Den Halder · Heerlaer · Heeze · Heijen · 's-Herenanstel · Kasteel Hillenraad · Kasteel Hoensbroek · Hoenshuis · Holstrate · Holtmühle · Huize Holtum · Kasteel Horn · De Horst · Huys ter Horst · Ten Hove (Grathem) · Ten Hove (Panningen) · Huis Brias · Huis Darth ·  Kasteel Hurpesch · Kasteel Sint-Jansgeleen · Kasteel Jerusalem · Kasteel Kaldenbroek · Den Kamp · Kasteel Karsveld · Kasteel Keverberg · Klein Paarlo · Klimmender Huuske · De Kolck · Koppelberg · Laar · Landsfort · Kasteel Lemiers · Kasteelruïne Lichtenberg · Kasteel Limbricht · Lonesteyn · Huize Lovendael · Mazenburg · Kasteel van Meerlo · Kasteel Meerssenhoven · Meezenbroek · Kasteel van Mheer · Middelaar · Kasteel Millen · Kasteel Montfort · Movert · Mulrode · De Munt · Château Neercanne · Kasteel Neubourg · Nienghoor · Huis Nierhoven · Kasteel Nieuwenbroeck · Nije Huys · Kasteel Nijenborgh · Kasteel Nijswiller · Nijthuysen · Kasteel Obbicht · Oedenrade · Kasteel Ooijen · Kasteel Oost (Valkenburg) · Kasteel Oost (Oost-Maarland) · Kasteel Ouborg · Overen · Kasteel Passarts-Nieuwenhagen · Prickenis · Prinsenhof · Puth · De Putting · Raath · De Raay · Ravenhof · Kasteel Reijmersbeek · Kasteel van Rijckholt · Kasteel Rivieren · Rodenbroek · Rosendaal · Kasteel Schaesberg · Kasteel Schaloen · Te Scharen · Schenkenburg · Kasteel Scheres · De Spijker (Geijsteren) · De Spijker (Leeuwen) · Huis Severen · Sibberhuuske · Château St. Gerlach · Spraland · Huis De Spyker · Huize Stalberg · Stalberg (Wellerlooi) · De Steeg · Kasteel Stein · Steinhagen · Steenen Huis · Stoel van Swentibold · Strijthagen (Landgraaf) · Strijthagen (Welten) · Struyver · Kasteel Terborgh · Terlinden (Wijnandsrade) · Terveurdt · Ter Weyer · Kasteel Ter Worm · De Tombe · Huis De Torentjes · Triest · Trippaert · Kasteel Vaalsbroek · Kasteel Vaeshartelt · Valkenburg · Vliek · De Vroenhof · Vrijburg · Kasteel Wambach · Warenberg · Well · Weyershof ·  Wijlre · Kasteel Wijnandsrade · Wijnandsrade · Wijnantshof · Wissegracht · Huize Witham · Kasteel Wittem · Wolfrath · Wylre